# نيك تود
نيك تود (بالإنجليزية: Nick Todd) هو مغني أمريكي، ولد في 1 يونيو 1935.